# 卡塔爾博物館管理局
卡塔爾博物館管理局（阿拉伯语：‎）是一個位於卡塔爾首都多哈的博物館協會，由前卡塔爾國埃米爾哈邁德·本·哈利法·阿勒薩尼創立於2005年。其目標是聯合卡塔爾所有博物館組建一個可以提升博物館收藏、保護等能力的有效系統。
現任主席是谢赫·阿尔·玛雅沙·本·哈马德·本·哈利法·阿勒萨尼，在她任內該管理局的活動範圍更廣，通過收購《你何時結婚？》等畫作使得多哈成為了世界現代藝術品的集中地之一。
2011年，該管理局領導了卡塔爾爭取UNESCO世界遺產委員會候選人資格的行動， 在為祖巴拉申遺之後， 該管理局也開始負責保護這個卡塔爾的第一個世界遺產。
除去博物館相關的領域外，該管理局還組織過多哈翠貝卡電影節等其他文化事業， 它也是世界電影基金會和村上隆在凡爾賽宮、 達米恩·赫斯特在泰特現代藝術館展出的贊助者。

## 外部連結
- 官方網站 （页面存档备份，存于）
- 其Facebook網頁 （页面存档备份，存于）